# Beypore
Beypore of Beypur is een kustplaats in het district Kozhikode van Kerala in Zuid-India. De plaats heeft 66.883 inwoners (2001).
De plaats stond bekend als "Vaypura" en "Vadaparappanad". Tipoe Sultan noemde de stad "Sultan Pattanam". Het heeft een kleine haven en een prachtig strand. Het is een van de oudste havens van Kerala waar vanuit handel werd gedreven met het Midden-Oosten. Beypore is ook beroemd vanwege de houten schepen die hier tot voor kort gebouwd werden, de zogenaamde dhows of urus in de Malayalam taal. De oudste scheepswerf ter wereld bevond zich zelfs in Beypore, tot deze in 2006 na 5000 jaar gesloten werd. De hier gebouwde schepen werden verkocht aan Arabische handelaren.
Chaliyar Puzha, de op drie na grootste rivier van Kerala, stroomt door Beypore.